# 関鍛冶町
関鍛冶町（せきかじまち）は、愛知県名古屋市中区の地名。

## 歴史

### 町名の由来
清洲越しの町であり、町名は清洲時代のものに由来する。当町は美濃国関の鍛冶職が多く居住していたことによる。

### 沿革
- 1871年（明治4年） - 吉田町を合併する[4]。
- 1878年（明治11年）12月20日 - 名古屋区成立に伴い、同区関鍛冶町となる[5]。
- 1889年（明治22年）10月1日 - 名古屋市成立に伴い、同市関鍛冶町となる[5]。
- 1908年（明治41年）4月1日 - 東区成立に伴い、同区関鍛冶町となる[1]。
- 1944年（昭和19年）2月11日 - 栄区成立に伴い、同区関鍛冶町となる[1]。
- 1945年（昭和20年）11月3日 - 栄区廃止に伴い、中区関鍛冶町となる[1]。
- 1966年（昭和41年）3月30日 - 住居表示実施に伴い、1〜4丁目の各一部が丸の内三丁目に、4丁目の一部が錦三丁目に編入され消滅[1]。